# Exarcheia
Exarcheia (en griego: Εξάρχεια) es un barrio situado en el centro de Atenas, Grecia, cerca del edificio histórico de la Universidad Técnica Nacional de Atenas. La zona de Exarcheia es famosa por ser residencia de numerosos anarquistas griegos. Recibió este nombre por un comerciante llamado Exarchos (en griego: Έξαρχος), que abrió unos grandes almacenes en la zona a finales del siglo XIX. Exarcheia está bordeada al este por Kolonaki y está delimitada por la Calle Patission, la Calle Panepistimiou y la Avenida Alexandras.

## Descripción
En Exarcheia se sitúan el Museo Arqueológico Nacional de Atenas, la Universidad Técnica Nacional de Atenas y la Colina Strefi. La plaza principal tiene muchas cafeterías y bares, y en el barrio hay numerosas tiendas de informática situadas principalmente en la Calle Stournari, también llamado el «Silicon Valley griego». En Exarcheia se sitúa uno de los cines más antiguos de Atenas, llamado «Vox», así como el Edificio de Apartamentos Antonopoulos, conocido como «Edificio Azul» por su color inicial, un ejemplo típico de la arquitectura moderna de Atenas durante la época de entreguerras. Debido al carácter político e intelectual del barrio, en él se sitúan muchas librerías, tiendas de comercio justo y supermercados de comida orgánica. Exarcheia también es conocida por tener muchas tiendas de cómics.

## Historia e importancia política

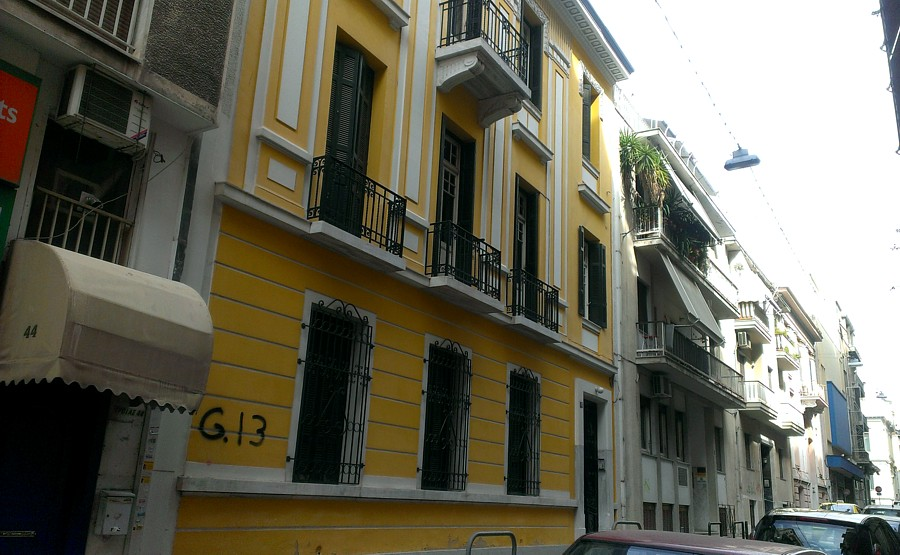
Vista de una calle del barrio.

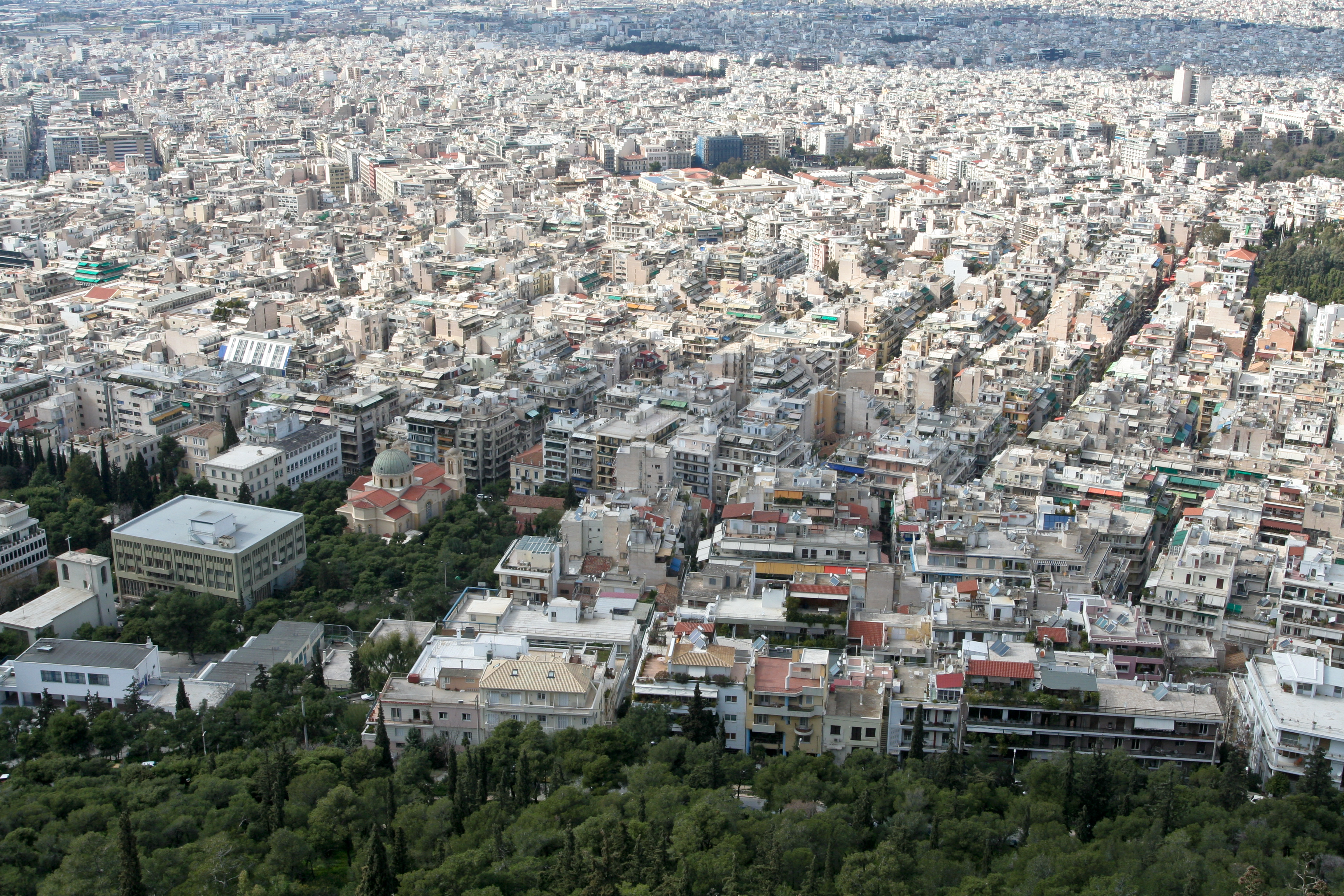
Vista de Exarcheia desde el Monte Licabeto.

Un grafiti anticapitalista en Exarcheia.

El barrio de Exarcheia se creó entre 1870 y 1880 en los límites de la ciudad y ha desempeñado un papel importante en la vida social y política de Grecia. Es allí donde tuvo lugar la Revuelta de la Politécnica de Atenas de noviembre de 1973. En Exarcheia viven muchos intelectuales y artistas, y es una zona donde se alojan muchos grupos socialistas, anarquistas y antifascistas. Las comisarías de policía y otros símbolos de la autoridad y el capitalismo, como los bancos, son a menudo el objetivo de los grupos de extrema izquierda. Se pueden encontrar numerosos grafitis anticapitalistas en el barrio.
Exarcheia es también un centro del arte donde tienen lugar representaciones teatrales y conciertos alrededor de la plaza principal. En diciembre de 2008, el asesinato del adolescente de quince años Alexandros Grigoropoulos por un policía en Exarcheia provocó revueltas por toda Grecia. En 2015, el entonces Ministro de Finanzas griego Yanis Varoufakis fue atacado por varias personas con pasamontañas mientras estaba comiendo en un restaurante de la zona.

## Personas relacionadas con el barrio
- Betty Arvaniti, actriz
- Eleni Kastani, actriz
- Sophia Philippidou, actriz
- Nikolas Asimos, cantante y compositor
- Shant Rising, activista comunista
- Napoleón Lapathiotis, poeta